# Ceratognathini
Ceratognathini es una tribu de coleópteros polífagos que contiene los siguientes  géneros:

## Géneros
- Ceratognathus – Hilophyllus – Holloceratognathus – Mitophyllus